# Donna De Lory
Donna De Lory (Calabasas, 10 september 1964) is een Amerikaans zangeres, danseres en tekstschrijver. Ze komt uit een muzikale familie en trad al op jonge leeftijd op. Haar stem is te horen op albums van Carly Simon, Ray Parker, Jr., Kim Carnes, Santana, Laura Branigan, Belinda Carlisle en Madonna. Met die laatste trad De Lory als achtergrondzangeres op bij elk live-optreden vanaf de Who's that girl world tour in 1987 tot en met de Confessions Tour in 2005.

## Achtergrond
De familie van De Lory is bekend in de muziekindustrie: Donna is de dochter van muzikant, producer en arrangeur Al De Lory, die piano, orgel en klavecimbel speelt op het album Pet Sounds van The Beach Boys. Daarnaast is hij betrokken bij Glen Campbells album "Golden Era", uitgebracht bij Capitol Records.

## Opmerkelijke nummers
Donna zingt "My Destiny", uit het spel Sonic the Hedgehog uit 2006.
De single "Just a Dream", uit 1993 is geschreven en geproduceerd door Madonna en Patrick Leonard. Het nummer was eerder opgenomen door Madonna voor haar album Like a Prayer uit 1989. In het nummer van Donna is de achtergrondzang van Madonna duidelijk aanwezig. 

## Albums
- Donna De Lory (1993)
- Love never dies (1998) als de groep Bliss later ge-rereleased als Bliss onder haar eigen naam
- Bliss (1999)
- Live & Acoustic (2002)
- Songs '95 (2003) Ondanks de titel is deze CD pas in 2003 uitgebracht
- In the Glow (2003)
- The Lover and the Beloved (2004)
- The Lover and the Beloved Radio DJ Mix (2004)
- Sky is Open (2006)
- Sanctuary (2009)
- Remixes (2010)
- The Unchanging (2013)
- Universal light, remixes from the unchanging + bonus tracks (2015)
- Here in heaven (2018)
- Here in heaven, remixes and bonus tracks (2020)

## Singles
- Luck is an Angel (1987)
- Just a Dream (1993)
- Think It Over (1993)
- Praying For Love (1993)
- On and On (2000)
- The hurting (2003)